# علم جزيرة نورفولك
أعتمد علم جزيرة نورفولك في 17 كانون الثاني - يناير من سنة 1980 .